# Religión tradicional china
La religión tradicional china (también conocida como religión popular china, religión tradicional Han o shenismo) es la religión propia y autóctona de China. Comprende un rango de prácticas tradicionales de los chinos han, incluyendo la diáspora china. Es una religión politeísta y con ciertos elementos del chamanismo, profundamente influenciada por el budismo, el confucianismo y el taoísmo. Vivienne Wee ha descrito a esta religión como «una taza vacía, que puede ser diversamente llenada con los contenidos de religiones institucionalizadas como el budismo, el taoísmo, el confucianismo y religiones sincréticas chinas». Esto incluye la veneración de shen (espíritus) y antepasados.Se rinde culto a deidades e inmortales, que pueden ser deidades de lugares o fenómenos naturales, del comportamiento humano, o fundadores de linajes familiares. Historias sobre estos dioses están recopiladas en el corpus de la mitología china. Para tiempos de la dinastía Song (960–1279), estas prácticas se habían sincretizado con doctrinas budistas, confucianistas y taoístas para formar el sistema religioso popular que ha perdurado de muchas maneras hasta la actualidad.
El gobierno actual de China continental, al igual que las dinastías imperiales, tolera las organizaciones religiosas populares en tanto apoyen la estabilidad social pero las suprime o persigue cuando teme que la socaven. Actualmente es la religión predominante en China y, a pesar de ello, su número de creyentes es difícil de calcular ya que las fuentes varían entre 880 millones y 390 millones; además, en las encuestas y censos del gobierno chino por lo general las personas se afilian como budistas o taoístas si es que se afilian acaso. Siendo una religión sincrética, resulta difícil diferenciarla de las otras tradiciones espirituales chinas más organizadas. 
Tras la caída de la dinastía Qing en 1911, gobiernos y élites modernizantes condenaron la «superstición feudal» y se opusieron o intentaron erradicar prácticas religiosas tradicionales que creían estaban en conflicto con los valores modernos. Para finales del siglo XX, estas actitudes empezaron a cambiar tanto en Taiwán como en China continental, y muchos académicos tienen ahora una perspectiva positiva hacia la religión.En tiempos recientes, la religión tradicional ha estado experimentando un reavivamiento en ambas regiones. Algunas formas han recibido entendimiento o reconocimiento oficial como una preservación de la cultura tradicional, tales como el matsuísmo y la doctrina sanyi en Fujian, el culto a Huangdi, y otras formas de culto local, por ejemplo los cultos a Longwang, Pangu o Caishen.
La geomancia (feng shui), la acupuntura y la medicina china tradicional reflejan esta perspectiva, en tanto consideran que rasgos del paisaje o los órganos del cuerpo correlacionan con los cinco poderes y el yin y yang.

## Terminología
El nombre más común, aunque un tanto genérico, es religión tradicional china. Tradicionalmente en los textos académicos occidentales también se la ha denominado religión o creencia popular china (folk religion o folk belief en inglés). Sin embargo, en la tradición académica china el uso de popular o folk (民間宗教, mínjiān zōngjiào) se refiere únicamente a algunas religiones salvacionistas chinas.
Conforme aumentaban los estudios sociológicos acerca de los cultos tradicionales, los intelectuales y filósofos en China propusieron la adopción de un nombre formal para resolver esta confusión terminológica, incitado además por una agencia del gobierno de la República Popular China cuyo objetivo era dotar a la religión china de estatus legal. Los términos que se han ido proponiendo incluyen religión nativa china o religión indígena china (民俗宗教, mínsú zōngjiào), religión étnica china (民族宗教, mínzú zōngjiào) o simplemente como religión china (中華教, Zhōnghuájiào), aunque este último quizá dé a entender que es la única religión en China.
Durante los años 50, el antropólogo Allan J. A. Elliott creó el término Shenismo (神教 Shénjiào), del cual derivó más tarde Shenxianismo (神仙教 Shénxiānjiào) más aceptado entre los intelectuales chinos. Este procede de la palabra Shen (神), que significa deidad o espíritu (propio de la religión tradicional china, pero también como nombre aplicable a cualquier otra religión). El mismo pictograma existe en el japonés, y con el mismo significado, pero se lee diferente: kami.

## Diversidad
Las religiones chinas tienen diversas fuentes, formas locales, orígenes fundadores y tradiciones rituales y filosóficas. A pesar de esta diversidad, existe un núcleo común que puede resumirse en cuatro conceptos teológicos, cosmológicos y morales: Tian (en chino: 天; pinyin: tiān; lit. 'Cielo'), la fuente trascendente del significado moral; qi (chino simplificado: 气; chino tradicional: 氣; pinyin: qì), el aliento o energía que anima el universo; jingzu (chino: 敬祖; pinyin: jìng zǔ), la veneración de los antepasados; y bao ying (chino: 報應; pinyin: bàoyìng), reciprocidad moral. Además de estos, hay dos conceptos tradicionales de destino y significado: ming yun (chino: 命運; pinyin: mìngyùn), el destino o florecimiento personal, y yuan fen (chino: 緣分; pinyin: yuánfèn), «coincidencia fatídica», buenas y malas oportunidades y relaciones potenciales.
El yin y el yang (chino: 陰陽; pinyin: yīnyáng) son la polaridad que describe el orden del universo, mantenido en equilibrio por la interacción de principios de «extensión» (chino: 神; pinyin: shén; lit. 'espíritu') y principios de «retorno» (chino: 鬼; pinyin: guǐ; lit. 'fantasma'), prefiriéndose normalmente el yang («actuar») al yin («receptividad») en la religión común. El taijitu se utiliza en la religión popular, junto con el bagua, para representar las fuerzas naturales y el poder que ejercen deidades como Zhong Kui. Ling (chino: 靈; pinyin: líng), «numen» o «sagrado», es el «medio» de los dos estados y el orden incipiente de la creación.

## Filosofía

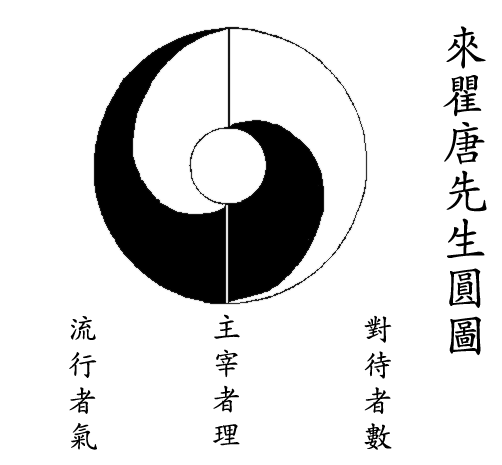
Representación del Yin y yang (Taijitu) del filósofo chino Lai Zhide.

La religión tradicional china rinde culto a las múltiples deidades e inmortales (神, Shen) que pueden proceder de un fenómeno, de un comportamiento humano, de los progenitores de un linaje... las religiones chinas tienen una variedad de fuentes, formas locales, antecedentes fundadores y rituales. A pesar de esta diversidad, existe un marco teórico-filosófico común que se puede resumir en cuatro conceptos teológicos, cosmológicos y morales: Tian (天 - el Cielo), la fuente trascendente del significado moral; qì (氣), la respiración o energía que anima el universo; jingzu (敬 祖), la veneración de los antepasados; y bao ying (報應), la reciprocidad moral; Además de dos conceptos tradicionales de destino y significado: ming yun (命運), el destino personal o la prosperidad; y yuanfen (緣分), "coincidencia fatídica", es decir, posibilidades buenas y malas y relaciones potenciales.
Dentro de la filosofía china presente en esta religión, el concepto dual del Yin y yang (陰陽) es la polaridad que describe el orden del universo, donde el yin representa lo pasivo, lo femenino y la tierra, y el yang representa lo activo, lo masculino y el cielo. 

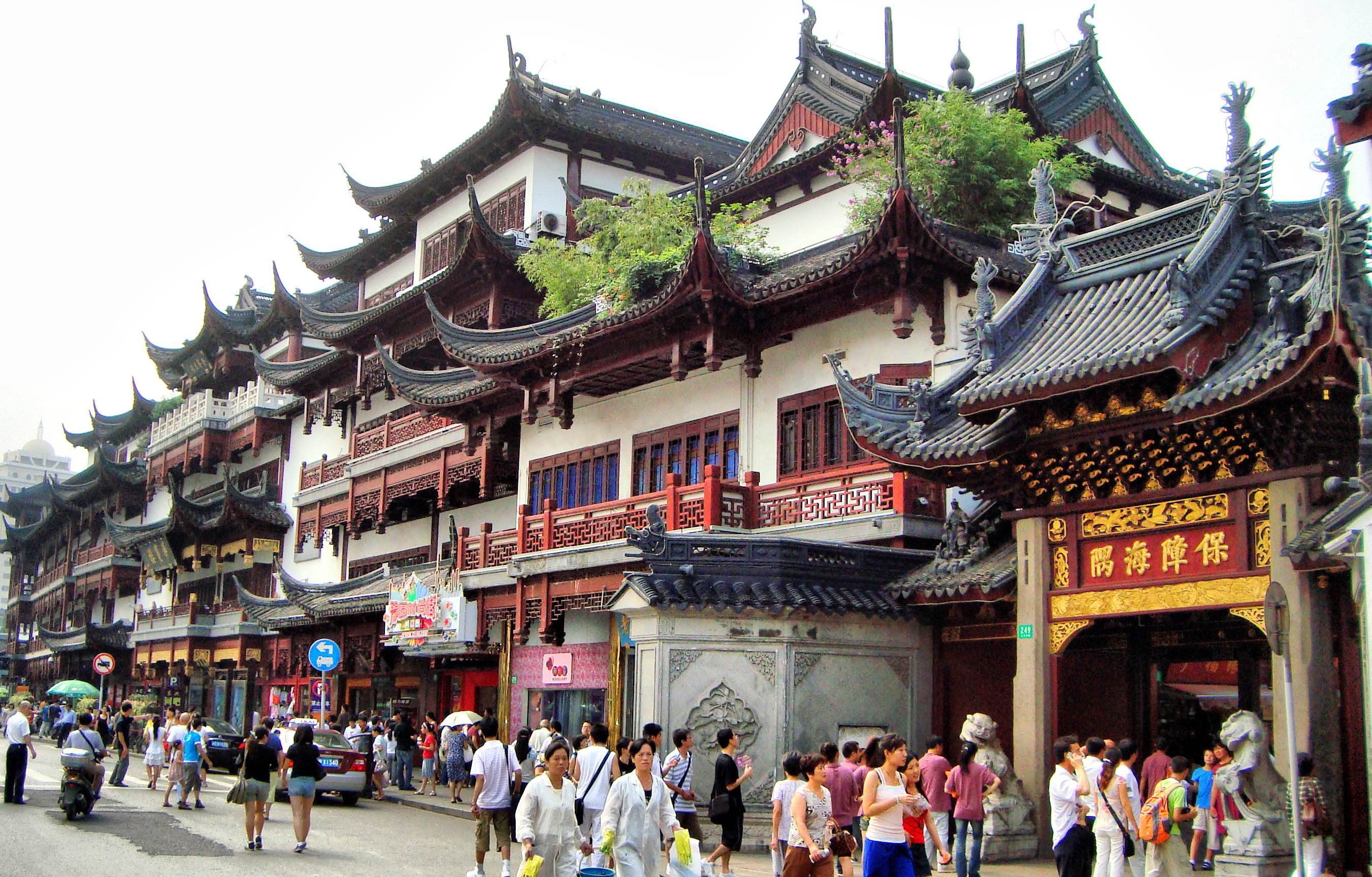
Templo en el casco antiguo de Shanghái.

El modo de comprender las religiones chinas difiere de las religiones occidentales. La religión popular china impregna todos los aspectos de la vida social. Muchos estudiosos, como el sociólogo chino C.K. Yang, ven la religión china profundamente arraigada en la vida familiar y cívica, en lugar de expresarse en una estructura organizativa separada, como es la iglesia. Para participar, la religión china no requiere una "conversión" de los creyentes, sino su "asociación". Tampoco se pretende tener fe en un dogma. Sus seguidores se relacionan con la religión mediante la pertenencia. Es decir, "pertenecer" a la comunidad local, a un linaje, a un pueblo, con sus dioses y rituales. Es por ello que el culto chino no tiene una estructura jerárquica ni hay un líder espiritual ni libro sagrado (como en el catolicismo). 
La puesta en valor de 'lo local' explica la diversidad de tradiciones religiosas en China (que, sin embargo, tienen también muchos nexos comunes entre ellas). Aunque muchos estudiosos señalan que es imposible hacer distinciones claras, desde la década de 1970, varios sinólogos adoptaron la idea de una religión china unificada para definir la identidad nacional china, de manera similar al hinduismo para India o el shinto para Japón.

## Creencias
La religión tradicional china, en términos generales, es una forma de politeísmo y sincretismo que incluye la veneración de los ancestros, el culto a dioses naturales e incluso a astros como la luna y el sol, extrayendo del budismo, el taoísmo y el confucianismo gran parte de su doctrina espiritual. En muchos casos, santos taoístas, budas y dioses chinos se entremezclan. Parte de la religión incluye la brujería realizada por parte de hombres especializados.

### Sociedad de los Adoradores del Emperador
Secta creada por Hong Xiuquan en la que se creía que Shangdi era el padre de Hong y, siendo Hong el hermano menor al que se le había encomendado restaurar la adoración tradicional a Shangdi y purgar China del dominio manchú, que marginaba a los han, la etnia mayoritaria del país; restaurando así el Mandato del Cielo.

## Dioses

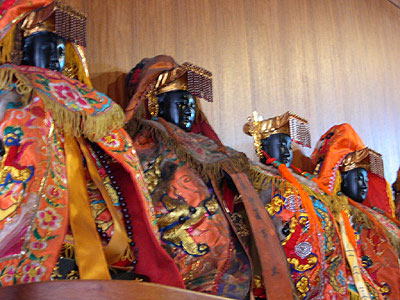
Varias representaciones de Matsu, diosa patrona de los marineros y el mar, ornamentada con finos trajes artesanales.

- Guan Yu (關羽), dios de la verdad y la lealtad.
- Baosheng Dadi (保生大帝), Gran Emperador de la vida.
- Cai Shen (財神), dios de la salud y el bienestar.
- Hu Ye (虎爺 "Señor Tigre"), un espíritu guardián.
- Matsu (媽祖), la diosa patrona de los marineros.
- Shangdi (上帝) (lit. Emperador Supremo).
- Cheng Huang (城隍), deidades protectoras.
- Sun Wukong (孫悟空，齊天大聖); "El Rey Mono".
- Tu Di Gong (土地公, tǔ dì gōng), dios de la tierra.
- Wenchangdi (文昌帝 "Emperador de la cultura"), dios del estudio
- Xi Wangmu (西王母), "Reina Madre del Oeste".
- Yuexia Laoren (月下老人), "Anciano en la Luna".
- Zao Shen (灶君|灶神), dios de la cocina.
- Zhusheng Niangniang (註生娘娘 "Diosa del Nacimiento"), diosa de la fertilidad.
- Guan Yin (觀音 "Diosa de la compasión y misericordia"), diosa de la compasión y misericordia, madre, Buda femenino.
- Fushoulu o Fu Lu Shou, los tres dioses y astros benefactores de la religión china. Sus nombres son Shou Xing, Fu Xing, y Lu Xing; los dioses de la longevidad, éxito y felicidad, respectivamente.
- Chang'e (嫦娥), Diosa de la Luna.

## Demografía
La religión tradicional china es seguida por millones de personas tanto en la China continental como en Taiwán y en las comunidades chinas en todo el mundo. El gobierno chino es oficialmente laico, y sólo patrocina con cierta reserva al confucianismo y al budismo. En el caso de Taiwán, las estadísticas oficiales del gobierno aducen que la mayoría de la población es formalmente budista. A pesar de esto la influencia cultural de la tradición religiosa china es apreciable.

## China continental y Taiwán
Según Yang y Hu (2012)

La religión popular china merece una investigación seria y una mejor comprensión en el estudio científico social de la religión. No solo por el gran número de adeptos, varias veces más que cristianos y budistas juntos, sino también porque la religión popular puede tener importantes funciones sociales y políticas en la transición de China.
Yang y Hu, 2012

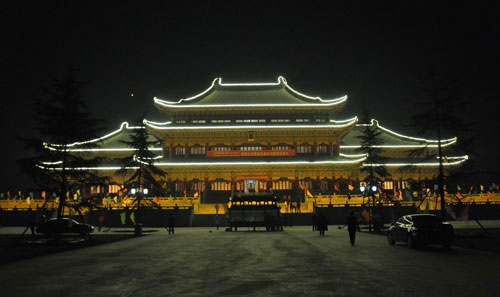
Templo del Padre Fundador (chino: 師祖殿 Shīzǔdiàn) de la principal sede sagrada (chino: 聖地 shèngdì) de la secta religiosa popular de la Flor del Ciruelo en Xingtai, Hebei.

Según su investigación, el 55,5% de la población adulta (mayor de 15 años) de China, o 578 millones de personas en cifras absolutas, cree y practica religiones populares, incluido un 20% que practica la religión de los antepasados o el culto comunal a deidades, y el resto que practica lo que Yang y Hu definen religiones populares "individuales" como la devoción a dioses específicos como Caishen. No se tienen en cuenta los miembros de sectas religiosas populares. En torno al mismo año, Kenneth Dean calcula que 680 millones de personas practican religiones populares, es decir, el 51% de la población total. Al mismo tiempo, los creyentes en religiones populares autoidentificados en Taiwán son el 42. El 7% de la población adulta (mayores de 20 años), o 16 millones de personas en cifras absolutas, aunque la devoción a los antepasados y a los dioses puede encontrarse incluso entre los creyentes de otras religiones, o el 88% de la población[235]. Según el censo de Taiwán de 2005, el taoísmo es la religión estadística del 33% de la población.
La encuesta sobre la vida espiritual en China realizada por el Centro de Religión y Sociedad China de la Universidad de Purdue, publicada en 2010, reveló que 754 millones de personas (56,2%) practican la religión de los antepasados, pero sólo 216 millones (16%) "creen en la existencia" de los antepasados La misma encuesta afirma que 173 millones (13%) practican la religión popular china en un marco taoísta.
La encuesta China Family Panel Studies' de 2012, publicada en 2014, basada en las Encuestas Sociales Generales chinas que se realizan sobre muestras sólidas de decenas de miles de personas, constató que solo el 12,6% de la población de China pertenece a sus cinco grupos religiosos sancionados por el Estado, mientras que entre el resto de la población solo el 6,3% es atea, y el 81% restante (1.000 millones de personas) reza o adora a dioses y antepasados a la manera de la religión popular tradicional. La misma encuesta ha revelado que el 2,2% (≈30 millones) de la población total se declara afiliada a una u otra de las numerosas sectas religiosas populares. Al mismo tiempo, informes del gobierno chino afirman que las sectas tienen aproximadamente el mismo número de seguidores que las cinco religiones sancionadas por el Estado contadas en conjunto (~13% ≈180 millones).

### Economía de templos y rituales

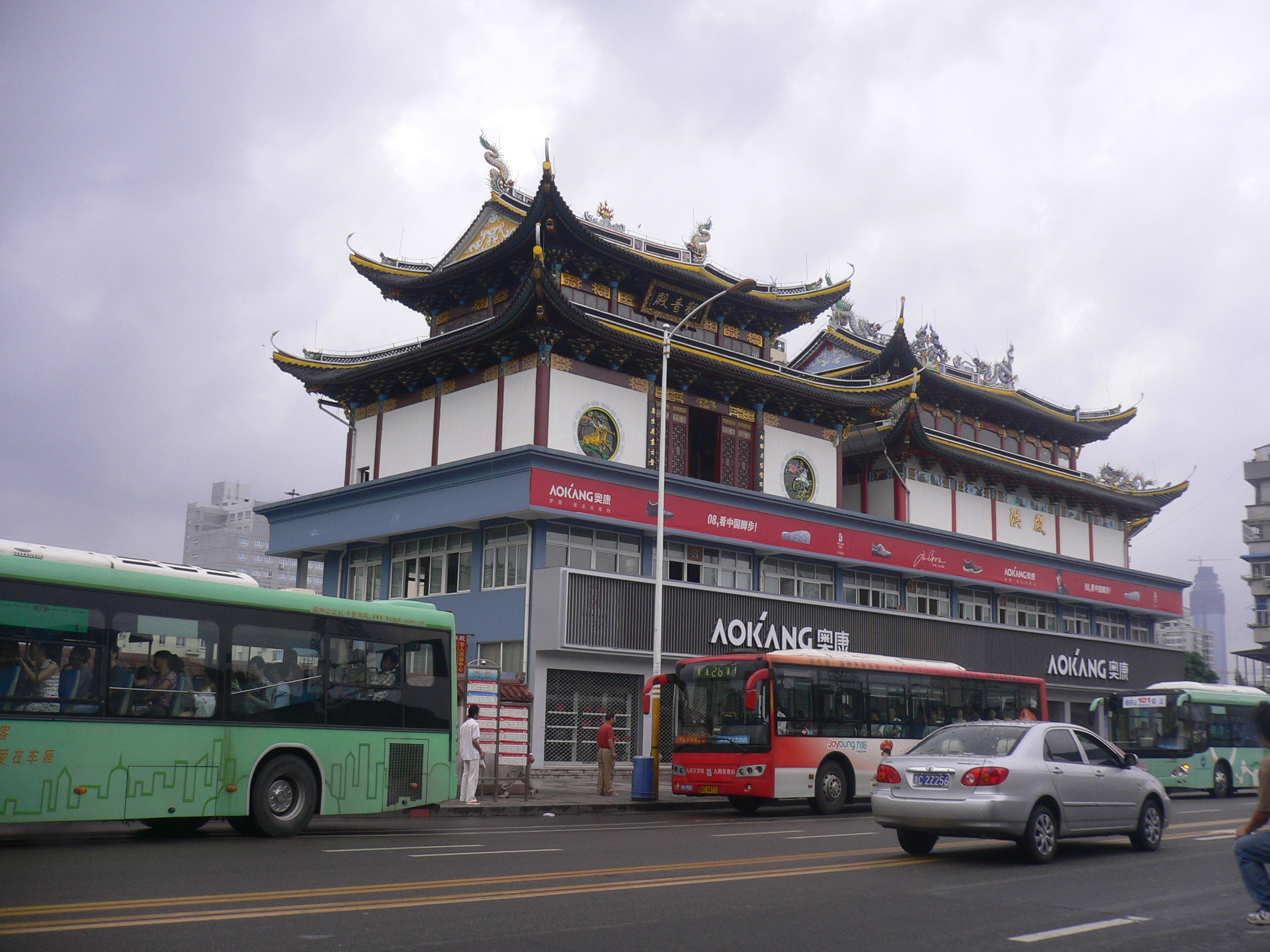
Templo popular en la azotea de un edificio comercial de la ciudad de Wenzhou.

Los estudiosos han estudiado la dimensión económica de la religión popular china, cuyos rituales y templos entretejen una forma de capital socioeconómico de base para el bienestar de las comunidades locales, fomentando la circulación de la riqueza y su inversión en el "capital sagrado" de templos, dioses y antepasados.
Esta economía religiosa ya desempeñó un papel en periodos de la China imperial, desempeña una función importante en el Taiwán moderno y se considera una fuerza impulsora del rápido desarrollo económico en partes de la China rural, especialmente en las costas meridional y oriental.
Según Law (2005), en su estudio sobre la relación entre el renacimiento de la religión popular y la reconstrucción de la civilización patriarcal:

Al igual que en Taiwán, la práctica de la religión popular en las zonas rurales del sur de China, especialmente en el delta del río Perla, ha prosperado a medida que se desarrollaba la economía. ... En contraste con las predicciones weberianas, estos fenómenos sugieren que el drástico desarrollo económico en el delta del río Perla puede no conducir a un desencanto total con las creencias relativas a la magia en el cosmos. Por el contrario, el renacimiento de las religiones populares en la región del Delta está sirviendo como fuerza compensatoria de reincorporación del contexto cultural local, lo que lleva a la coexistencia del mundo de los encantos y el mundo moderno.
Law, 2005

Mayfair Yang (2007) lo define como un "capitalismo incrustado", que preserva la identidad y la autonomía locales, y un "capitalismo ético" en el que el afán de acumulación individual de dinero se ve atemperado por una ética religiosa y de parentesco de generosidad que fomenta el reparto y la inversión de la riqueza en la construcción de la sociedad civil.